# Ptyelus iturianus
Ptyelus iturianus är en insektsart som beskrevs av Victor Lallemand 1939. Ptyelus iturianus ingår i släktet Ptyelus och familjen spottstritar. Inga underarter finns listade i Catalogue of Life.